# Radoms vojvodskap
Radoms vojvodskap (polska Województwo radomskie) var åren 1975–1998 ett vojvodskap i norra Polen. Huvudstad var Radom. 

## Städer
- Radom – 232 262
- Pionki – 21 958
- Kozienice – 21 319
- Grójec – 14 802
- Szydłowiec – 12 975
- Warka – 11 407
- Zwoleń – 8 156
- Białobrzegi – 7 627
- Przysucha – 6 228
- Lipsko – 6 016
- Iłża – 5 262
- Skaryszew – 4 237
- Drzewica – 4 000
- Nowe Miasto nad Pilicą – 3 878
- Mogielnica – 2 476
- Wyśmierzyce – 1 000